# Рафаїл I Константинопольський
Рафаїл I (так званий Тривалос) — Вселенський Патріарх у 1475–1476 рр..

## Біографічні дані
Він був сербським монахом. Завдяки діям султана Мухаммеда Завойовника за посередництва його матері Мари Бранкович, він був обраний Патріархом. Рафаїл запропонував йому пескесі, на додаток до двох тисяч флоринів, що виплачуються щорічно, ще тисячу одноразово, з яких п'ятсот (дехто каже сімсот) готівкою та ще п'ятсот акредитивом. Оскільки він взагалі не володів грецькою мовою і, згідно (можливо, дещо упередженим) свідченням того часу, він був загалом неосвіченим, некомпетентним, вульгарним і п'яним, залежним від алкоголю, митрополит Іракліонський оголосив про хворобу, щоб не змовлятися з його обранням. Таким чином після тиску він був висвячений митрополитом Анкіри.
Повідомляється, що він висвячував відлучених від церкви і надавав посади за гроші, а також не міг відвідувати служби, багато з яких він відвідував у стані алкогольного сп'яніння. Справді, у Великий четвер 1475 року пастирський жезл випав з його рук і зламався. Крім того, він не міг співпрацювати з митрополитами Гераклеї, Кесарії, Ефесу та іншими, через що його Патріархат став проблематичним. Його було скинуто на початку 1476 р. діями могутніх грецьких правителів Константинополя, стверджуючи, що він «скіфогенець» і тривалл (тобто слов'янин і серб), що він п'яниця, що він зійшов на трон з втручання османів, і тому, що «я не прийняв римського, тільки сербського». Афанасій Комнін Іпсілант (1870) згадує, що повалення відбулося через те, що він не зміг зібрати п'ятсот флоринтів, які він обіцяв при обранні, і жоден із грецьких лордів не допоміг йому це зробити. Помер він у в'язниці того ж року.

## Виноски та посилання

### Виноски
1. ↑  Іншими словами, болгари чи тривалли, або навіть варвари чи скіфогени[2]
2. ↑  «стійко», κατά τον за словами Мануїла Малаксоса
3. ↑  «п’яниця і п’яний чоловік [...] дурний який[6]"